# Демотт (Індіана)
Демотт (англ. DeMotte) — місто (англ. town) в США, в окрузі Джеспер штату Індіана. Населення — 4168 осіб (2020).

## Географія
Демотт розташований за координатами 41°11′57″ пн. ш. 87°11′44″ зх. д. / 41.19917° пн. ш. 87.19556° зх. д. (41.199204, -87.195622).  За даними Бюро перепису населення США в 2010 році місто мало площу 9,35 км², з яких 9,35 км² — суходіл та 0,01 км² — водойми.

## Демографія
Згідно з переписом 2010 року, у місті мешкало 3814 осіб у 1560 домогосподарствах у складі 1062 родин. Густота населення становила 408 осіб/км².  Було 1668 помешкань (178/км²).
Расовий склад населення:
| - 96,2 % — білих - 0,4 % — чорних або афроамериканців - 0,4 % — азіатів - 0,3 % — корінних американців - 1,4 % — осіб інших рас |

До двох чи більше рас належало 1,3 %. Частка іспаномовних становила 4,7 % від усіх жителів.
За віковим діапазоном населення розподілялося таким чином: 24,4 % — особи молодші 18 років, 54,9 % — особи у віці 18—64 років, 20,7 % — особи у віці 65 років та старші. Медіана віку мешканця становила 39,4 року. На 100 осіб жіночої статі у місті припадало 87,1 чоловіків;  на 100 жінок у віці від 18 років та старших — 85,1 чоловіків також старших 18 років.
Середній дохід на одне домашнє господарство  становив 48 749 доларів США (медіана — 45 917), а середній дохід на одну сім'ю — 52 466 доларів (медіана — 52 796). Медіана доходів становила 50 278 доларів для чоловіків та 29 594 долари для жінок. За межею бідності перебувало 9,1 % осіб, у тому числі 6,5 % дітей у віці до 18 років та 11,9 % осіб у віці 65 років та старших.
Цивільне працевлаштоване населення становило 1480 осіб. Основні галузі зайнятості: роздрібна торгівля — 19,9 %, будівництво — 16,1 %, виробництво — 12,2 %, освіта, охорона здоров'я та соціальна допомога — 10,6 %.